# Chlorocoma ochroneurodes
Chlorocoma ochroneurodes là một loài bướm đêm trong họ Geometridae.